# Seelenweg

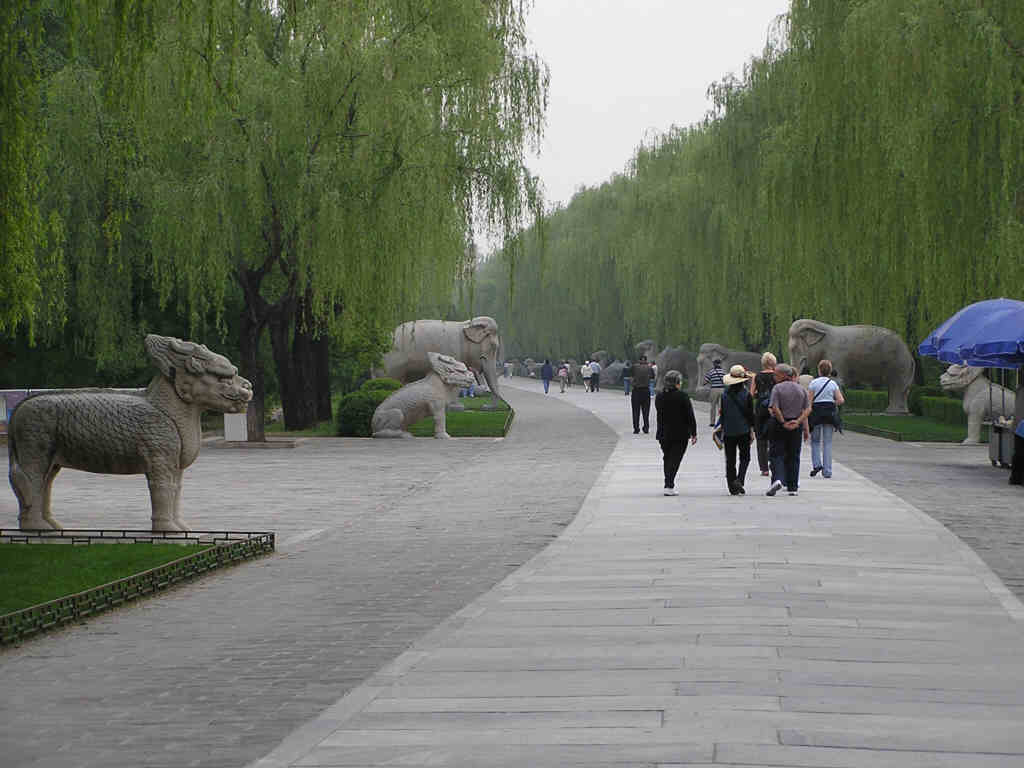
Der „Seelenweg“ (shendao) in Richtung der Dreizehn Ming-Gräber bei Peking

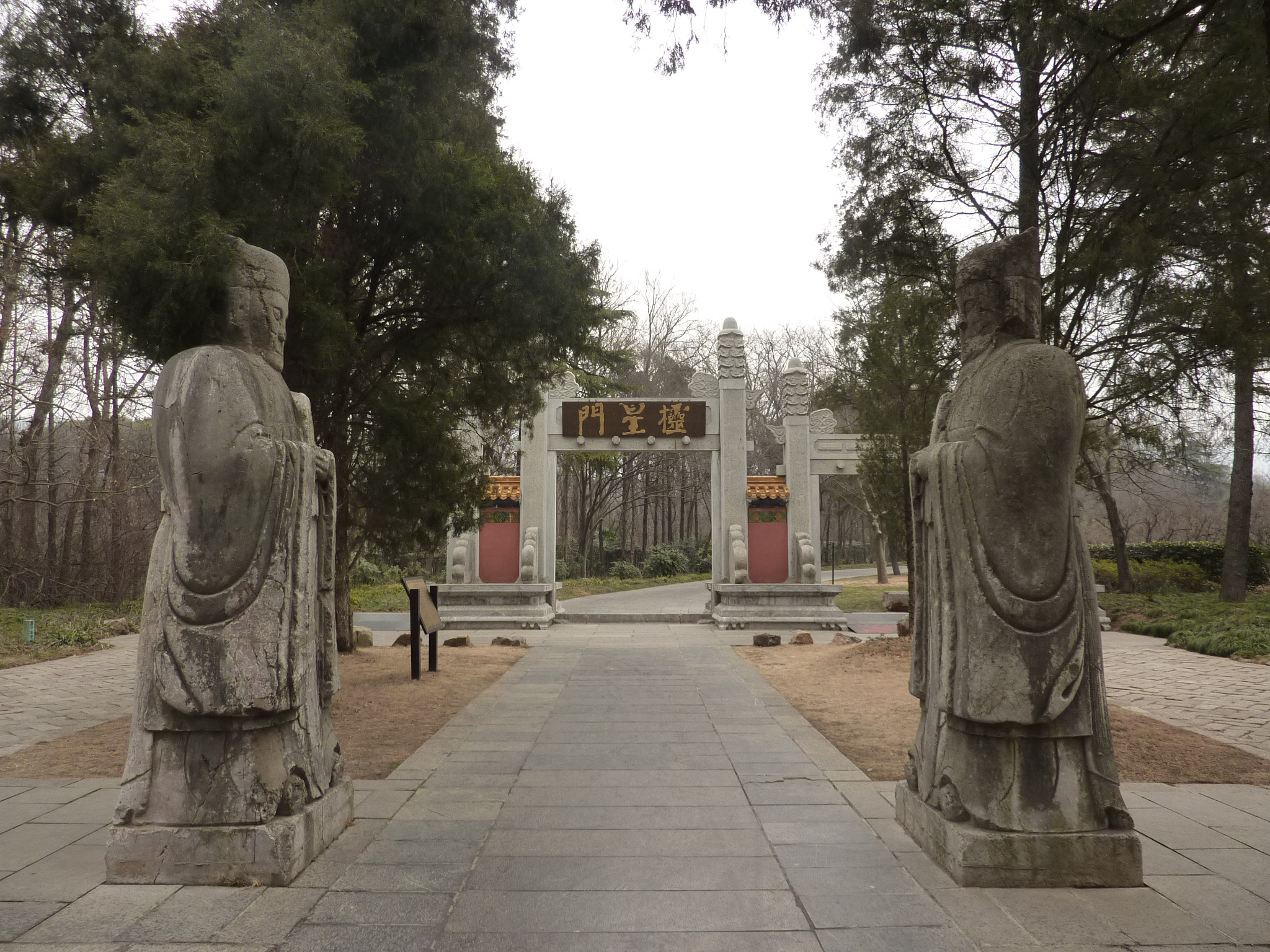

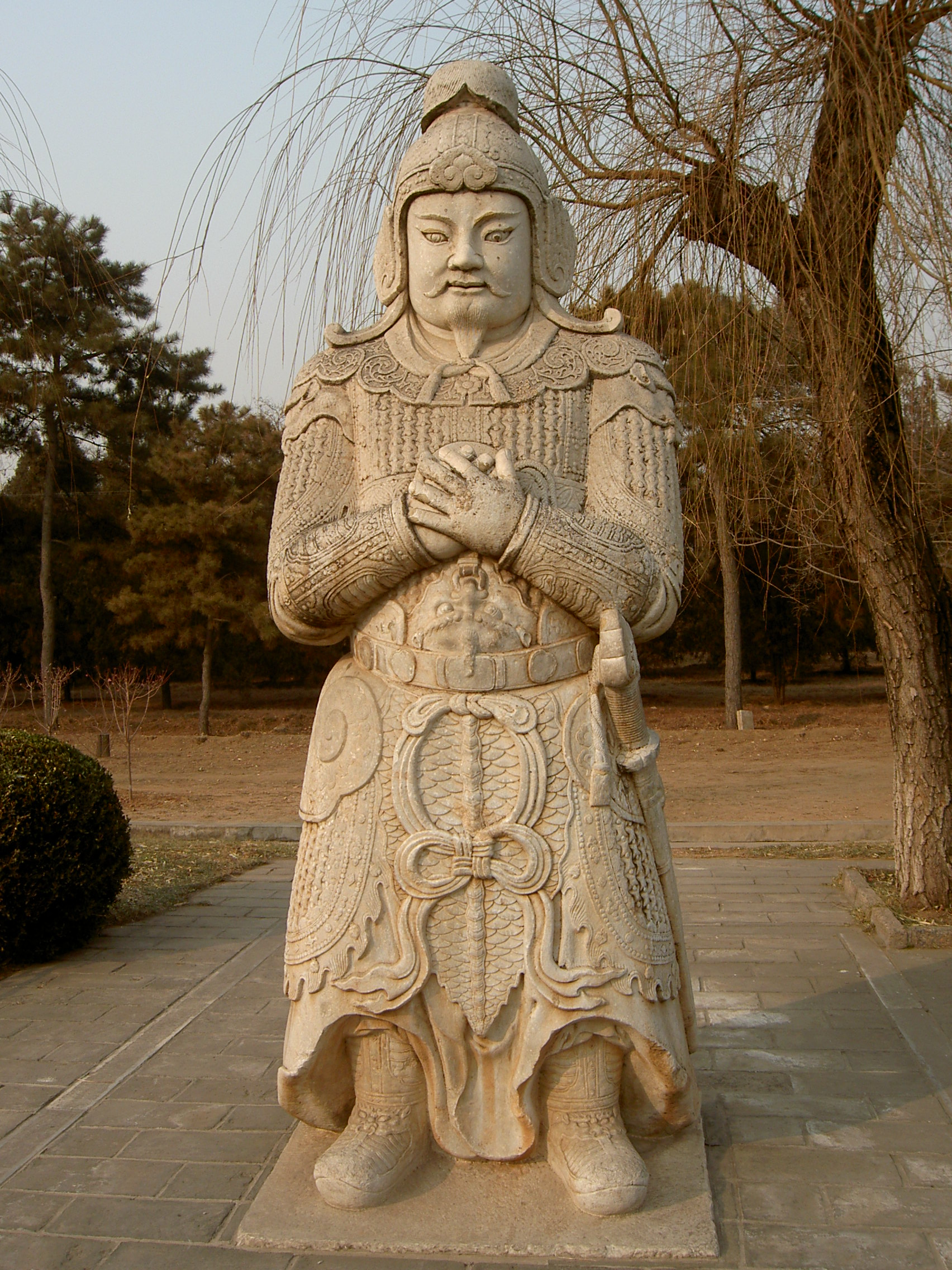
Wächter der Ming-Gräber

In China befindet sich vor vielen kaiserlichen Mausoleen und herrschaftlichen Gräbern ein großer Grabweg – der sogenannte „Seelenweg“ (chinesisch 神道, Pinyin shéndào, englisch Spirit Way / Sacred Way / Divine Road etc. – „Seelenweg / Weg der Seelen / Geisterallee / Geisterweg / Geisterpfad / Heiliger Weg u. a.“). Zu beiden Seiten sind paarweise steinerne Menschen- und Tierskulpturen aufgereiht, die die Ehrengarde (yiwei) des Kaisers oder Mächtigen zu seinen Lebzeiten symbolisieren.

## Darstellung
Diese Steinmenschen vor den Gräbern werden auch Wengzhong genannt, was auf folgendem Hintergrund beruht: In der Zeit der Qin-Dynastie soll ein Riese von herkuleischer Gestalt namens Ruan Wengzhong gelebt haben. Er war in Lintao (Gansu) garnisoniert und hatte sich im Kampf gegen die Xiongnu Verdienste erworben. Nach seinem Tod trauerte Qin Shihuang um ihn und befahl, eine bronzene Statue nach ihm anzufertigen und sie außerhalb des Sima-Tores des Xianyang-Palastes (Xianyang gong) aufzustellen. Es heißt, dass die Xiongnu (Hunnen) ihn, als sie nach Xianyang (der Hauptstadt von Qin in Shaanxi) kamen und die Statue sahen, für den lebendigen Ruan Wengzhong hielten und Reißaus nahmen. Seither nennt man die Bronze- oder Steinfiguren vor kaiserlichen Palästen oder Gräbern Wengzhong. Die steinernen Tierskulpturen vor den Gräbern (shixiangsheng) lassen sich auf die des Grabes von Huo Qubing in der Zeit der Han-Dynastie zurückführen. Huo war ein junger berühmter Militärstratege der früheren Han-Zeit. Bereits mit achtzehn Jahren begleitete er den Han-Kaiser Wu (Han Wu di), er war sehr geschickt im Reiten und Schießen. Mit zwanzig Jahren führte er zweimal seine Truppen im Hexi-Korridor (Gansu-Korridor) gegen die Xiongnu (Hunnen) zum Sieg und erwarb sich große Verdienste. Er verstarb bereits im Alter von nur vierundzwanzig Jahren. Han Wudi hat zu Ehren seines geliebten Generals östlich seines eigenen Mausoleums (Maoling) eigens die Hu-Qubing-Grabanlage erbauen lassen. Diese ähnelt in seiner Gestalt dem Qilian-Gebirge (Qilian Shan), um an seine Leistungen im Hexi-Korridor (Gansu-Korridor) zu erinnern. Steinschnitzer haben die Tiere des Qilian-Gebirges zum Vorbild für Huo Qubings Grab genommen, davon ist das „Auf einen Hunnen tretende Pferd“ am bekanntesten, diese Skulptur fasst die großen Verdienste des kurzen Lebens von Huo Qubing zusammen. Diese Reihe enthält die frühesten großen Steinschnitzereien vor chinesischen Gräbern. Später ließen die Kaiser beim Bau des eigenen Grabes ebenfalls diese Dekoration einrichten, deswegen gibt es bei den heute noch vorhandenen Tang-, Song-, Ming- und Qing-Mausoleen fast immer eine Aufreihung in Form einer Ehrengarde vor dem Grab.

### Chinesische Weblinks
- Beijie huabiao shixiang sheng – Chinesisch
- Shishou – Chinesisch
- Shendao (Mudao) – Huo Guang (Hanshu), Zhongshan Jian wang (Hou Hanshu)